# Recreo
Recreo – miasto w Argentynie, w prowincji Catamarca, stolica departamentu o tej samej nazwie. Według spisu z 2001 liczy 10 147 mieszkańców.